# Simon Bolivar Buckner
För sonen och tillika generalen se Simon Bolivar Buckner Jr.
Simon Bolivar Buckner, född 1 april 1823 i Hart County, Kentucky, död 8 januari 1914 i Hart County, Kentucky, var en amerikansk politiker och general i sydstatsarmén under det amerikanska inbördeskriget. 
Buckner var demokratisk guvernör i Kentucky 1887-1891. Han lämnade demokraterna för att bli National Democratic Partys vicepresidentkandidat i presidentvalet i USA 1896.
Buckners grav finns på Frankfort Cemetery i Frankfort i Kentucky.